# Hans-Martin Stier
Pour les articles homonymes, voir Stier.
Hans-Martin Stier, né le 29 septembre 1950 à Bad Ems, est un acteur et chanteur allemand.

## Biographie
À l'âge de dix-sept ans, Hans Martin Stier s'engage dans la marine marchande. En 1973, il étudie la pédagogie sociale à Münster et est vite impliqué dans la vie estudiantine gauchiste.
En 1978, il est le leader et le chanteur du groupe Törner Stier Crew qui remporte en 1979 le concours de découverte de talents Deutsche Phono-Akademie (de). Dissous en 1982, le groupe se réunit de temps à autre pour présenter des concerts occasionnels, comme celui en août 2011 au Wacken Open Air.
Hans-Martin Stier s'installe à Berlin où il suit des cours d'art dramatique puis joue dans la troupe des théâtres berlinois Renaissance-Theater et Haus der Berliner Festspiele (de) et hambourgeois Deutsches Schauspielhaus. Il a tenu, entre autres, les rôles de John Proctor dans Les Sorcières de Salem d'Arthur Miller, de Tobias von Rülps dans La Nuit des rois de Shakespeare et celui du docteur Everett Scott dans The Rocky Horror Show.
Un des premiers rôles au cinéma de Stier est celui du mourant dans le film de Wim Wenders de 1987, Les Ailes du désir. Il a dans un premier temps beaucoup joué le rôle du méchant, mais très rapidement son talent comique et ses qualités d'acteur de caractère se sont révélés.
Au milieu des années 1990, Hans-Martin Stier est de plus en plus populaire dans des séries télévisées et dans des thrillers où il a fréquemment des rôles récurrents.
En 2007, il fonde avec Charlie Steinberg, Walter Stoever (deux membres du Törner Bull Crew), Lee C. Pinsky et Tom Gunzel le groupe Kahle Mönche (Les Moines chauves), rebaptisé Stier en 2009.
Après avoir vécu longtemps à Berlin avec sa femme et ses enfants, Hans-Martin Stier vit actuellement à Bergisch Gladbach.

## Filmographie sélective

### Acteur
- 1987 : Les Ailes du désir
- 2001 : Stalingrad
- 2006 : Tristan et Yseult
- 2006 : Goldene Zeiten
- 2017 : Les vieux espions vous saluent bien (Kundschafter des Friedens) de Robert Thalheim

### Télévision
- 1994 : Julie Lescaut, épisode 6, saison 3 : L'enfant témoin, de Bettina Woernle — Hartmann
- 1998 - 2007 : Un cas pour deux : plusieurs commissaires - successivement Commissaire Weiss, Brenner, Dittrich, Urbach, et enfin Reuter
- Alerte Cobra, épisode du 11 avril 2013 : Geld regiert die Welt

## Discographie (albums)
Törner Stier Crew
- Ausbruch
- Monster, Blut & kleine Mädchen
- Blam Blam

Kahle Mönche
- Tanzen!

Stier
- Reden!